# Szomolnokhuta
Szomolnokhuta (szlovákul: Smolnícka Huta, németül: Schmölnitze Hütte) falu Szlovákiában, a Kassai kerület Gölnicbányai járásában.

## Fekvése
Gölnicbányától 22 km-re délnyugatra, a Szomolnok-patak partján.

## Története
A mai település környékén már évszázadok óta bányák működtek, ahol főként rézércet bányásztak. 1671-től a terület a Királyi Kamarához tartozott. 1681-ben említik először, nevét a Szomolnok-patakról kapta, amely mellett fekszik. A patak neve a szláv smola (= gyanta) főnévből ered. A Csáky család birtoka volt, lakói bányászok, kohászok voltak.
A 18. század végén Vályi András így ír róla: „SZOMOLNOKI HUTA. Szepes Várm. földes Ura a’ Kir. Kamara.”
Önálló községként 1828-óta szerepel az összeírásokban, akkor 189 házában 1368 lakos élt. A falunak fémfeldolgozáshoz szükséges ipara volt, hámorai működtek, ahol rezet, ólmot, higanyt, ezüstöt dolgoztak fel.
Fényes Elek 1851-ben kiadott geográfiai szótárában így ír a faluról: „Szomolnok-Hutta, Szepes vmegyében, egy részét teszi Szomolnoknak, 1437 kath. lak., s egy paroch. templommal.”
A hámorok helyett 1863-ban nagyolvasztót építettek. A trianoni diktátumig Szepes vármegye Gölnicbányai járásához tartozott.

## Népessége
| Év:            | 1994. | 2004. | 2014.   | 2024.   |
| -------------- | ----- | ----- | ------- | ------- |
| Emberek száma: | 475   | 494   | 475     | 470     |
| Eltérés:       |       | +4 %  | -3,84 % | -1,05 % |

| Év:            | 2023. | 2024.   |
| -------------- | ----- | ------- |
| Emberek száma: | 478   | 470     |
| Eltérés:       |       | -1,67 % |

1910-ben 1189-en, többségében németek lakták, jelentős szlovák és magyar kisebbséggel.
2001-ben 508 lakosából 427 szlovák, 41 német volt.
2011-ben 466 lakosából 413 szlovák, 22 német és 18 cigány.

## Nevezetességei
- Szűz Mária mennybemenetele tiszteletére szentelt temploma neoromán stílusban épült 1751-ben. Tornyát 1924-ben átépítették.